# Aaron Burckhard
Aaron Burckhard (ur. 14 listopada 1963 w Oakland) – perkusista grający w zespole Nirvana w 1987 roku.
Aaron wziął udział w pierwszym koncercie Cobaina i Novoselica, który odbył się na zwykłej imprezie w Raymond, w domu przy Nussbaum Road 17 dzięki inwencji sąsiada Kurta – Ryana Agnera. Jakiś czas potem Burckhard dostał posadę kierownika w barze Burger King i zrezygnował z gry w zespole.
W 1988 r. Kurt ponownie zaprosił go do współpracy, która jednak nie trwała długo. Burckharda zatrzymała policja, kiedy pijany prowadził samochód Kurta. Po tym incydencie zespół zaangażował perkusistę Chada Channinga. Później Burckhard grał w zespole Attica, z którym zarejestrował jeden album w 2005 roku.

## Filmografia
| Tytuł                   | Rok  | Rola                     | Uwagi                                      | Źródło |
| ----------------------- | ---- | ------------------------ | ------------------------------------------ | ------ |
| Cobain: Montage of Heck | 2015 | jako on sam (mat. arch.) | film dokumentalny, reżyseria: Brett Morgen | [ 1 ]  |